# Arsenal Kiev
Arsenal Kiev (ucraineană: ФК "Арсенал" Київ) este o echipă de fotbal din Ucraina. Echipa a fost înființată în anul 2001.

## Jucători faimoși
- Ivan Iaremcihuk
- Viktor Leonenko
- Oleg Gusev
- Emmanuel Okoduwa
- Veaceslav Sviderski
- Hennadi Litovcenko
- Oleh Kuznețov
- Iuri Kalitvințev

## Antrenori
- Oleg Kuznețov (2002)
- Veaceslav Groznîi (2002 — 2004)
- Oleksandr Baranov (2004 — 2005)
- Oleksandr Zavarov (2005 — 2008)